# Callahan megye
Callahan megye az Amerikai Egyesült Államokban, azon belül Texas államban található. Megyeszékhelye Baird, legnagyobb városa Clyde. Lakosainak száma 13 708 fő (2020. április 1.). Callahan megye Shackelford, Eastland, Brown, Coleman, Taylor és Jones megyékkel határos.

## Népesség
A megye népességének változása:
| Lakosok száma | 13 516 | 13 555 | 13 533 | 13 525 | 13 557 | 13 708 |
|               | 2010   | 2011   | 2012   | 2013   | 2015   | 2020   |